# Famille Foy
 (décembre 2014).
Si vous disposez d'ouvrages ou d'articles de référence ou si vous connaissez des sites web de qualité traitant du thème abordé ici, merci de compléter l'article en donnant les références utiles à sa vérifiabilité et en les liant à la section « Notes et références ».
Pour les articles homonymes, voir Foy.
La famille Foy est une famille française originaire de Picardie. Elle a obtenu un titre de baron sous le Premier Empire en 1810 puis un titre de comte durant les Cent-Jours en 1815. Ce titre a été accordé par décret impérial le 15 mai 1815 au général Maximilien Sébastien Foy, baron de l'Empire par lettres patentes du 9 septembre 1810. Cette famille s'est éteinte en 1990 avec le 7e et dernier comte Foy.

## Liste des comtes Foy
- 15 mai 1815 - 28 novembre 1825 : Maximilien Sébastien Foy, 1er comte Foy
- 29 novembre 1825 - 1er novembre 1871 : Maximilien Sébastien Auguste Foy, 2e comte Foy, fils du précédent
- 2 novembre 1871 - 26 août 1927 : Fernand Arthur Maximilien Tiburce Foy, 3e comte Foy, fils du précédent
- 27 août 1927 - 21 juin 1958 : Antoine Fernand Henri Maximilien Foy, 4e comte Foy, fils du précédent
- 22 juin 1958 - 11 novembre 1967 : Maximilien Sébastien Foy, 5e comte Foy, fils du précédent
- 12 novembre 1967 - 19 mai 1989 : Maximilien Frédéric Foy, 6e comte Foy, fils de Théobald Foy
- 20 mai 1989 - 1990 : Thierry Foy, 7e et dernier comte Foy, fils du précédent, décédé sans postérité

## Généalogie

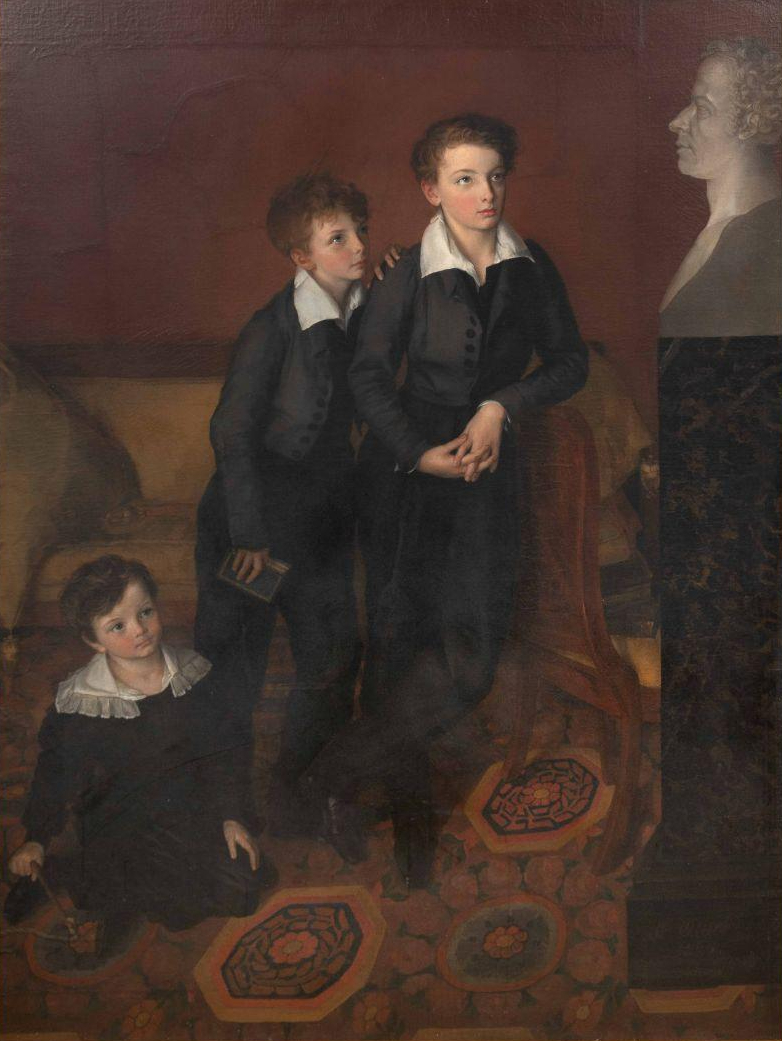
Augustine Cochet de Saint-Omer, Portrait des trois fils du général Foy contemplant le buste de leur père, 1826. De gauche à droite : Max (1822-1877), Tiburce (1816-1870) et Fernand (1815-1871)

- Maximilien Sébastien Foy (Ham, 3 février 1775 - 28 novembre 1825), 1er baron Foy, 1er comte Foy, commandeur de l'ordre du Croissant, chevalier de l’ordre royal et militaire de Saint-Louis, grand officier de la Légion d'honneur, général du Premier Empire, marié le 20 avril 1807 à Udine à Élisabeth Augustine Daniels, belle-fille du général Louis Baraguey d'Hilliers, dont 3 fils et 2 filles :
  - Blanche Hélène Foy (6 mars 1814 - 4 juillet 1891), mariée en mars 1834 à Théobald Arcambal-Piscatory (Paris, 6 avril 1800 - Paris, 18 novembre 1870), baron Piscatory, pair de France, commandeur de la Légion d'honneur, homme d’État et diplomate, dont 3 filles :
  - Maximilien dit Fernand Foy (Ham, 21 juin 1815 - Ostende, 1er novembre 1871), 2e comte Foy, pair de France, diplomate et homme politique, marié le 24 février 1838 à Louise Germain de Montforton (5 juillet 1815 - 19 janvier 1862), fille du "comte de Montforton", dont 2 fils et une fille :
    - Jeanne Foy (1839 - 1921), mariée à  Léon Louis Tresvaux de Berteux (1834 - ), "comte de Berteux", dont un fils et une fille :
    - Frédéric Maximilien Foy (15 octobre 1840 - 21 octobre 1866) ;
    - Fernand Foy, (Paris, 24 février 1847 - Compiègne, 26 août 1927), 3e comte Foy, marié à Marie Gérard, fille d'Henri Gérard, sœur de Maurice Gérard, petite-nièce du baron Gérard, dont deux fils et quatre filles :
      - Maximilien Foy (Barbeville, 21 février 1871 - Monaco, 21 juin 1958), 4e comte Foy, marié à Anna Adeline Porgès (Hanovre, 5 août 1877 - Genève14 mai 1948), dont un fils et une fille :
        - Maximilien Sébastien Foy (Paris, 17 avril 1900 - Neuilly-sur-Seine, 11 novembre 1967), 5e comte Foy, marié à Elvire Popesco (Bucarest, 10 mai 1894 - Paris, 11 décembre 1993), comédienne, sans postérité ;
        - Isabelle Foy (Paris, 4 mai 1903 - Monaco, 7 mars 1976), sans postérité ;

      - Henry Foy (1872 - 1954), vicomte Foy, sans postérité ;
      - Antoinette Foy (Paris, 23 septembre 1879 - Paris, 13 décembre 1975), mariée à Frédéric Pillet-Will (Paris, 1er janvier 1873 - 1er mai 1952), fils du comte Pillet-Will, dont 3 filles :
      - Louise Foy (1882 - 1964), mariée à Henri Brunet d'Evry (27 août 1878 - 1910), "comte d'Evry", dont un fils :
      - Pauline Foy (Paris, 14 octobre 1883 - Montréjeau , 3 décembre 1972), mariée à Marc de Lassus (Paris, 29 novembre 1881 - Montréjeau, 26 juillet 1954), baron de Lassus, Officier d'infanterie, chevalier de la Légion d'honneur, frère de Bertrand de Lassus, dont un fils et trois filles.

  - Isabelle Foy (Paris, 28 février 1818 - Paris, 26 décembre 1869), mariée à Joseph Henri Galos, négociant à Bordeaux, député de la Gironde, fils de Jacques Galos, dont une fille :
    - Élisabeth Galos (Paris, 15 juin 1841 - Bordeaux, 4 décembre 1925), mariée à France Edgar de Houdetot, comte de Houdetot, petit-fils de César Louis d'Houdetot, arrière petit-fils de Sophie Lalive de Bellegarde, cousin germain du

  - Maximilien Sébastien Frédéric Foy, dit « Max » (Paris, 12 mars 1822 - 11 novembre 1877), général de brigade, marié le 11 juin 1864 à sa nièce Isabelle Piscatory, dont un fils :
    - Théobald Foy (Chenu, 8 mars 1866 - Chenu, 2 juillet 1942), homme politique, marié à Nelly Hellman (Paris, 3 février 1872 - Chenu, Château de Chérigny, 1943), fille du banquier Max Hellman, dont :
      - Maximilien Frédéric Foy (Paris, 1er août 1906 - Tours, 19 mai 1989), 6e comte Foy, marié à Christiane Lecoq (Paris, 29 mars 1907 - Paris 11 mars 1954), dont un fils et une fille :
        - Thierry Foy (1946 - 1990), 7e comte Foy, sans postérité ;
        - Elisabeth Foy, mariée à Eric Marcoul de Montmagner de Loute ( 24 novembre 1947 - ), vicomte de Montmagner, dont un fils et deux filles.

## Autre branche
- Honoré Foy (Ham, 21 février 1761 - Ham, novembre 1838), frère du général Foy, directeur des Postes, marchand orfèvre, maire de Ham, chevalier de la Légion d'honneur, marié à Barbe Lemercier (Ham, 24 juillet 1771 - Ham, 13 février 1857), dont cinq fils :
  - Auguste Foy (Ham, 12 juin 1791 - 24 juin 1865), négociant en bijouterie, Président du Tribunal de Commerce de Saint-Quentin, chevalier de la Légion d'honneur, marié à Sophie Lemercier (Saint-Quentin, 19 avril 1796 - Saint-Quentin, 1er mars 1871), dont deux filles :
    - Félicie Foy (Saint-Quentin, 23 avril 1820 - Saint-Quentin, 17 octobre 1855), mariée à Henri Lecaisne (Saint-Quentin, 20 octobre 1813 - Saint-Quentin, 27 février 1897), dont trois filles :
      - Henriette Marie Sophie Lecaisne (Saint-Quentin, 4 juin 1846 - Saint-Quentin, 7 mars 1930) ;
      - Jenny Charlotte Augustine Lecaisne (Saint-Quentin, 27 juin 1849 - Saint-Quentin, 5 février 1897), mariée à Ernest Margerin du Metz (Hazebrouck, 6 septembre 1846 - Cannes, 25 décembre 1940), neveu d'Émile Massiet du Biest, Cultivateur à Marcy (Aisne), dont deux fils et quatre filles :
        - Marie Félicie Margerin du Metz (Marcy (Aisne), 27 septembre 1873 - Mouchin, 18 novembre 1948), mariée à Pierre Varlet (24 octobre 1868 - ), dont postérité ;
        - Pierre Margerin du Metz (Marcy (Aisne), 3 novembre 1874 - Bordeaux, août 1917) ;
        - Marie Margerin du Metz (Marcy (Aisne), 29 octobre 1875 - Lourdes, 4 mai 1965) ;
        - Mathilde Margerin du Metz (Marcy (Aisne), 27 janvier 1878 - Hazebrouck, 20 mars 1962), mariée à Henri-Félix van de Walle (Vandewalle) (Bailleul, 2 octobre 1871 - Hazebrouck, 14 mai 1945), rentier, dont postérité ;
        - Léonie Margerin du Metz (Marcy (Aisne), 15 avril 1879 - Saint-Quentin, 23 octobre 1976), mariée à Jules Thuet (Soyécourt, 1er mars 1871 - Saint-Quentin, 10 avril 1947), cultivateur, dont deux fils et deux filles
        - Henry Ernest Margerin du Metz (Marcy (Aisne), Arcy-Sainte-Restitue, 15 juin 1880 - 18 juin 1955), marié à Marie-Agnès Vacherand (Reims, 9 juin 1883 - Arcy-Sainte-Restitue, 30 août 1974), dont postérité ;

      - Mathilde Lecaisne (Saint-Quentin, 10 juin 1855 - Lille, 20 juillet 1929), mariée à Paul Bieswal (Hazebrouck, 24 septembre 1848 - Lille, 14 juillet 1906), dont un fils et trois filles :
        - Félicie Pauline Bieswal (Lille, 24 mars 1878 - Armentières, 7 mars 1910), mariée avec André Henri Dansette (1875 - 1969), industriel tisseur de lin et de coton, négociant en tissu, dont un fils et trois filles
        - Pauline Bieswal, épouse Lucien Marchant, avocat bâtonnier à Lille puis juge de paix à Saint Quentin
        - Charles Paul Joseph Bieswal
        - Marie Jeanne Bieswal

    - Pauline Foy (Saint-Quentin, 29 octobre 1821 - 23 janvier 1838) ;

  - Adrien Foy
  - Alphonse Foy
  - Maximilien Foy (Ham, 1er septembre 1804 - Ham, 22 avril 1869), marié à Zélie Lemercier (La Fère, 30 novembre 1817 - Ham, 3 juin 1907, dont trois filles :
    - Jeanne Marie Aglaé Foy (Ham, 16 juillet 1839 - Noyon 20 mai 1916), mariée à Charles Brasset (Guiscard, 2 mai 1829 - Noyon, 30 mars 1892), dont postérité ;
    - Noémie Foy  (25 mars 1841 - )
    - Angéline Foy

  - Jean-Louis Foy

## Autres
Le rosier "comte Foy", rose gallique créée par Lecomte, rosiériste à Rouen au début du XIXe siècle, a été nommé en l'honneur du comte Maximilien Sébastien Foy.